# Doris Schlosser
Doris Schlosser (* 29. September 1944 in Heidelberg) ist eine ehemalige deutsche Marathonläuferin.
Dreimal siegte sie beim Bienwald-Marathon (1979, 1983 und 1985). 
1981 gewann sie die Premiere des Frankfurt-Marathons, des ersten City-Marathons in Deutschland, in 2:47:13 h und den Schwarzwald-Marathon. 1982 stellte sie beim Rhein-Marathon mit 2:46:26 h einen heute noch bestehenden Streckenrekord auf. 
1983 wurde sie beim Frankfurt-Marathon Dritte in 2:36:31 h, im Jahr darauf belegte sie denselben Platz mit ihrer persönlichen Bestzeit von 2:35:42 h. 1986 wurde sie, 41 Jahre alt, Vierte beim Hamburg-Marathon in 2:37:08 h.
Doris Schlosser startete bis 1982 für die LG coop Kurpfalz und dann für den OSC Höchst.

## Bestzeiten
- 5000 m: 16:45,74 min, 2. Juli 1983, Schriesheim
- 10.000 m: 35:15,10 min, 11. Juli 1986, Berlin
- Marathon: 2:35:43 h, 13. Mai 1984, Frankfurt am Main